# كريستيان كولون
كريستيان كولون (بالإنجليزية: Christian Colón)‏ هو لاعب كرة قاعدة أمريكي، ولد في 14 مايو 1989 في Cayey, Puerto Rico ‏ في الولايات المتحدة.

## وصلات خارجية
- كريستيان كولون على موقع دوري كرة القاعدة الرئيسي (الإنجليزية)
- كريستيان كولون على موقعبيزبول رفرنس.كوم (الدوري الرئيسي) (الإنجليزية)
- كريستيان كولون على موقعبيزبول رفرنس.كوم (الدوري الثانوي) (الإنجليزية)
- كريستيان كولون على موقع إي إس بي إن.كوم (أم.أل.بي) (الإنجليزية)
- كريستيان كولون على موقع مشجعي الرسوم البيانية (الإنجليزية)